# 武部敏夫
武部 敏夫（たけべ としお、1920年11月26日－2008年7月15日）は、昭和・平成時代の歴史学者。

## 経歴
富山県高岡市出身。
1940年（昭和15年）富山高等学校を卒業し、東京帝国大学文学部国史学科に入学。1942年（昭和17年）卒業。
1943年（昭和18年）宮内省公刊明治天皇御紀編纂事務嘱託となるが、応召。1945年（昭和20年）召集解除により、宮内庁図書寮編修官補に任じられる。その後、書陵部編修課長・正倉院事務所長を歴任。
1984年（昭和59年）退官後、大正大学に遷り文学部教授として1991年（平成3年）まで近世史を講じる。

## 著書
- 『和宮』人物叢書 吉川弘文館、1965年、新装版　1987年10月　ISBN　9784642050715、オンデマンド版 2021年11月　ISBN　9784642750714

和宮の評伝として高い評価を受ける。